# Grains of Sand
Grains of Sand è considerato il quarto album in studio del gruppo gothic rock britannico The Mission, pubblicato nel 1990.
Si tratterebbe di materiale "avanzato" dalle registrazioni del terzo disco della band Carved in Sand, uscito nello stesso anno. Verranno, di fatto, uniti nella versione rimasterizzata del 2008.

## Tracce
1. Hands Across the Ocean – 3:49
2. The Grip of Disease – 4:12
3. Divided We Fall – 3:40
4. Mercenary – 2:50
5. Mr. Pleasant (The Kinks cover) – 2:50
6. Kingdom Come (Forever and Again) – 4:57
7. Heaven Sends You – 4:54
8. Sweet Smile of a Mystery – 3:55
9. Tower of Strength (Casbah Mix) – 4:30
10. Butterfly on a Wheel (Troubadour Mix) – 4:29
11. Love (cover di John Lennon) – 1:51
12. Bird of Passage – 6:28